# Bhutans historia
Bhutans historia är präglad av buddhismen, landets bergiga geografi och av grannländerna Kina, Tibet och Indien.

## Förhistorisk tid

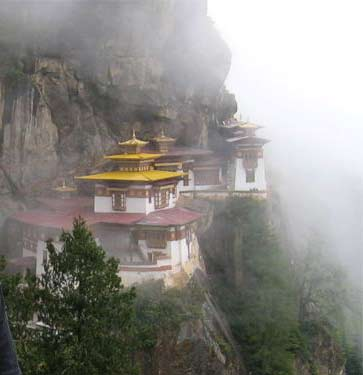
Taktshang

Det finns spår av byggnadsstrukturer och redskap som indikerar att Bhutan var bebott så tidigt som 2000 år före Kristus. Bhutanerna själva antar att Lhopu – en liten folkgrupp i sydöstra Bhutan, utgör en del av landets urbefolkning. Några historiker antyder att staten Lhomon (eller Monyul) kan ha existerat mellan 500 f.Kr. och år 600. Namn som Lhomon Tsendenjong och Lhomon Khashi återfinns i gamla bhutanska och tibetanska krönikor.
Två byggnader som tillhör den tibetanska kejsaren Songtsän Gampo är daterade till år 659. Dessa är Kyichu i Paro och Jambey i Bumthang. Under denna tiden är det också troligt att buddhismen kom till landet, efter ett besök av buddhistmunken Padmasambhava (eller Guru Rinpoche) under 700-talet. Två platser i Bhutan är knutna till händelser i Guru Rinpoches liv: Taktshang som finns på en klippa över Parodalen, och Kurjey Lhakhang i Bumthang.
Under Mongolväldet, strax efter det föll ihop på 1300-talet, bestod landet av små regionala hövdingdömen som ständigt stod i strid med varandra, stöttade av olika externa furstar.

## Shabdrung Ngawang Namgyal

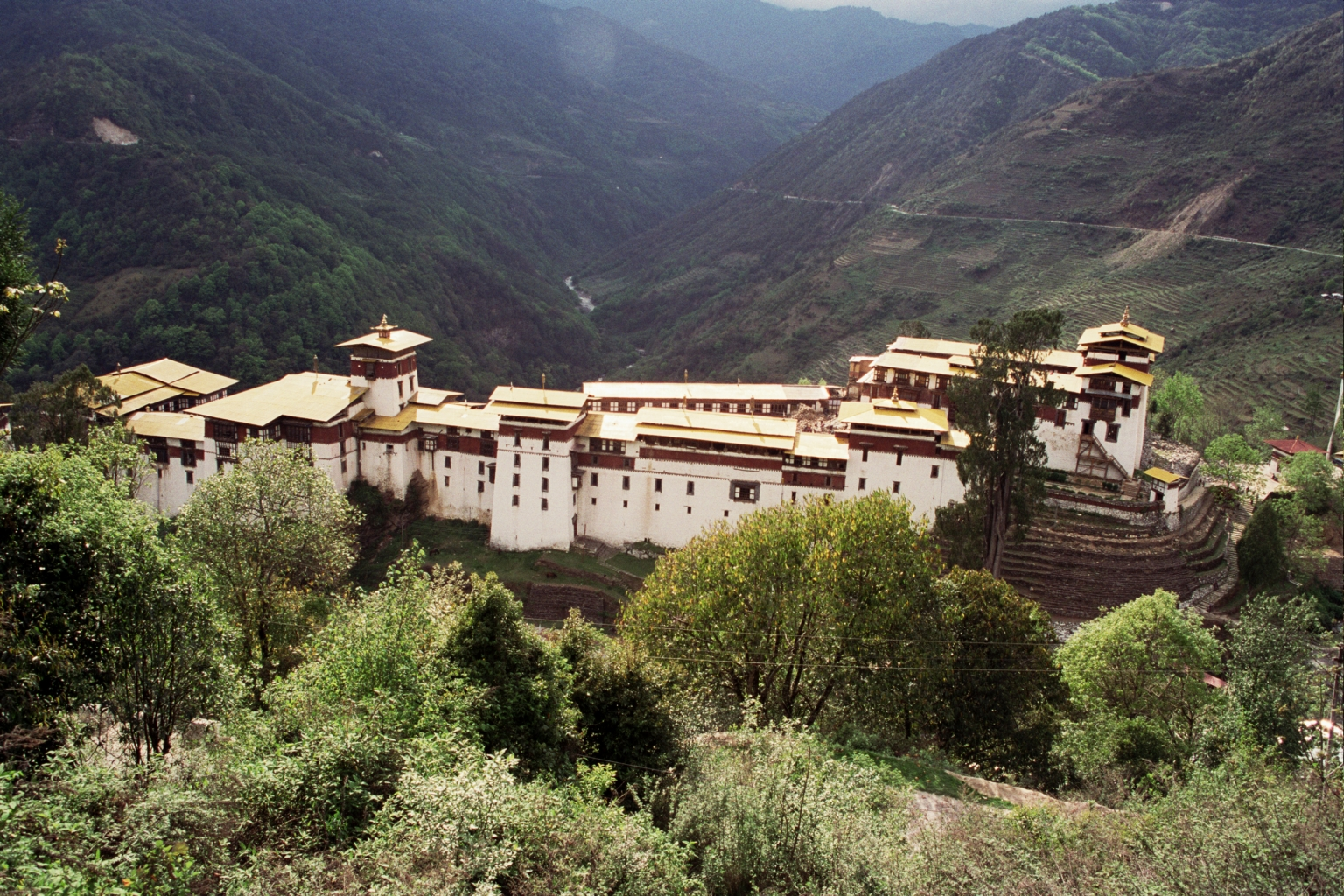
Trongsa dzong byggt 1655.

Prinsen och buddhistledaren Shabdrung Ngawang Namgyal (1594–1651) flydde från Tibet till Bhutan 1616 och lyckades med hjälp av flera parallella taktiker och stark personlig auktoritet att utveckla en förhållandevis enhetlig stat, byggd på dominansen av folkgruppen drukpa. Han etablerade det än idag gällande statsskicket med en balans mellan de två parterna; ärkebiskop Je Khenpo och ståthållaren Druk Desi.
Ngawang Namgyal var också initiativtagare till att bygga dzong, befästa borgar som rymmer både religiösa och civiladministrativa auktoriteter, i varje landsdel och vid viktiga färdvägar. Det första var Simthokha dzong vid den nordvästra ingången till Thmpudalen 1629. Punakha dzong blev byggt 1637, Wangdue Phodrang 1638. Dzong i Paro och Tashichoedzong i huvudstaden Thimpu byggdes båda 1641, och med detta hade han kontroll över hela väst-Bhutan. Under tiden fram till 1650 blev dzonger också byggda i Gasa, Lingshi och Daga. Efter Namgyals död blev Trongsa 1655 under centralmaktens kontroll och ett dzong byggdes i Trongsa stad. Kort tid efter detta anlades även dzonger i Lhuntse, Jakar, Shongar, Trashigang, Trashiyangste och Zhemgang.
Vid Namgyals död 1651 beslutade hans närmsta medarbetare att hemlighålla hans död i 54 år, till 1705. Detta kunde göras nästan trovärdigt eftersom det också gjordes trovärdigt att han kunde meditera i perioder om mer än ett år. Det tvådelade statssystemet, dzongerna och principerna i landets lag är arv efter Namgyal.

## Modernare tid
Bhutan förde krig mot britterna 1772-1774, i samband med britternas erövring av Assam 1826 och 1865, då Bhutan mot en viss penningersättning måste lämna över kontrollen av de 18 pass som förbinder Bhutan med omvärlden till britterna. 1910 erkändes Bhutans statliga integritet, mot att man förde en gemensam utrikespolitik med det brittiska samväldet i Indien. 1907 genomfördes en förändring i det dittills på maktfördelningen mellan religiös och världslig makt i det att hövdingen Ugyen Wangchuck, sedan den för tillfället gemensamme innehavaren av bägge suveränposterna nedlagt sina poster, lät utropa sig till kung i en ärftlig monarki.
1947 övertog Indien rollen som överhuvud över Bhutans utrikespolitik. Under 1950-talet började landet att moderniseras och på 1970-talet bröts landets isolering. Okontrollerad invandring från Indien och Nepal ledde till oroligheter i gränstrakterna under 1990-talet. Jigme Singye Wangchuck spelade en viktig roll i övergången från traditionellt till modernt samhälle. 1998 lät han överlämna den verkställande makten till ett ministerråd, samtidigt som han behöll rollen som statschef och överbefälhavare.